# Down Low (film)
Down Low je americká filmová komedie z roku 2023, kterou režíroval Rightor Doyle. Film měl světovou premiéru na festivalu South by Southwest dne 11. března 2023.

## Děj
Gary, čerstvě rozvedený otec dvou dětí, si najme prostituta Camerona. Když se Cameron dozví, že Gary ještě nikdy neměl sex s mužem, rozhodne se mu pomoct tím, že pozve někoho z anonymní seznamkové aplikace pro gaye. Dorazí Sammy, ale vypukne hádka, během které Sammy vypadne z okna a zemře. Gary a Cameron se pak pohádají kvůli ukrytí Sammyho těla.
Náhodou do domu dorazí opilá Garyho sousedka Sandy, což jim komplikuje situaci. Cameron a Gary se pak rozhodnou najmout nekrofila Bucka, aby se zbavili Sammyho těla. Gary sdělí, že mu zbývá jeden měsíc života kvůli nádoru na mozku. Ráno zjistí, že Sammyho tělo chybí. Sammy byl jen omráčený. Buck ho proto přejede autem, aby získal tělo, na které má právo. Cameron a Gary poté zabijí Bucka a oba muže pohřbí v neoznačených hrobech.
O měsíc později Cameron obdrží pozvání na Garyho pohřeb. Na pohřbu konfrontuje jeho bývalou manželku Patty a zbývající pozůstalé se svým pohledem na Garyho. Poté ukradne Garyho tělo a odveze ho k jezeru u Garyho domu. Naplní Garymu kapsy kamením a odtáhne jeho tělo do jezera.

## Obsazení
| Zachary Quinto         | Gary    |
| Lukas Gage             | Cameron |
| Judith Light           | Sandy   |
| Simon Rex              | Buck    |
| Sebastian Arroyo       | Sammy   |
| Audra McDonald         | Patty   |
| Christopher Reed Brown | Raymond |